# Gleina (Bad Köstritz)
Gleina ist ein Ortsteil von Bad Köstritz im Landkreis Greiz in Thüringen.

## Lage
Gleina befindet sich nordwestlich von Bad Köstritz am Fuß des Westhanges zum Tautenhainer Wald unweit westlich der Bundesstraße 7 in einem mäßig kupierten Gelände. Im Tal befinden sich die Weiße Elster und die Bahnstrecke Gera – Leipzig. Nördlich der Gemarkung sind Abbaufelder und Halden vom Wünschendorfer Dolomitwerk-Tagebau Caaschwitz.
Als Ortslagen werden im 17. Jahrhundert genannt ein "Stück Holz im Borngrund", ein "Dienbeull" gennter Acker und ein Acker "an der Eisenbergischern Steige".

## Geschichte
Gleina wurde am 1. September 1223 erstmals urkundlich erwähnt. Bis zur Reformation 1526 war der Ort dem Kloster Lausnitz zins- und fronpflichtig; danach gehörte er zum Amtsgericht Gera in der Herrschaft Reuß-Gera, 1848–1918 zum Fürstentums Reuß jüngere Linie.
Im Dreißigjährigen Krieg wurde der Ort teilweise niedergebrannt, so u. a. der Hof der Familie Weidlich, der nach 1650 wieder aufgebaut wurde. Dieser Hof war ein erbliches Handlehen, genannt „Oberes Handgut“, vor 1608 im Besitz von Peter Weidlich (um 1540–1608). Sein Sohn Hans Weidlich (1563/64–1645) übernahm den Hof 1609 durch eine Abfindung an seine Mutter und seine Geschwister von 699Gulden. Dessen Sohn Paul Weidlich († 1666) hatte 1650 wegen des zerstörten Hauses nur 225 Gulden als Abfindung zu zahlen, dessen Sohn Christian Weidlich (1653–1715) im Jahr 1679 130 Gulden. 1709 wurde bei einem großen Brand in Gleina auch die Kirche in Mitleidenschaft gezogen.
1678 kaufte die zweite Gemahlin des Grafen Heinrich I. Reuß (+ Bad Köstritz 1692), Maximiliane von Hardegg, das durch einen Brand 1675 weitgehend zerstörten Rittergut "Köstritz unteren Teils" für 27.000 Taler von der Familie v. Wolframsdorf; dazu gehörten auch "die Kirchlehen mit Untertanen von Gleina". 1687 bildete Graf Heinrich I. aus diesen und anderen Gütern im Vogtland einen Fideikommiss, aus dem 1692 das Paragium Reuß-Köstritz entstand. Damit verbunden waren auch das Patronatsrechte für die Besetzung der Pfarr- und Schulstellen sowie die Aufsicht über diese. Laut Kirchenbuch war 1719 ein "Michael Schulmeister in Gleina".
Eleonora v. Promnitz, Witwe Heinrichs XXIV. von Reuß-Köstritz, erwarb 1758 mit den Rittergütern zu Köstritz „mittleren und oberen Teils mit ihren Vorwerken und einigen Untertanen in Gleina.“ von August Wilhelm v. Wolframsdorf; diese Güter wurden 1776 ebenfalls dem Paragium Reuß-Köstritz eingefügt.
Bis zur Eingemeindung nach Bad Köstritz am 1. Juni 1994 war Gleina eine eigenständige Gemeinde.

## Sehenswürdigkeiten

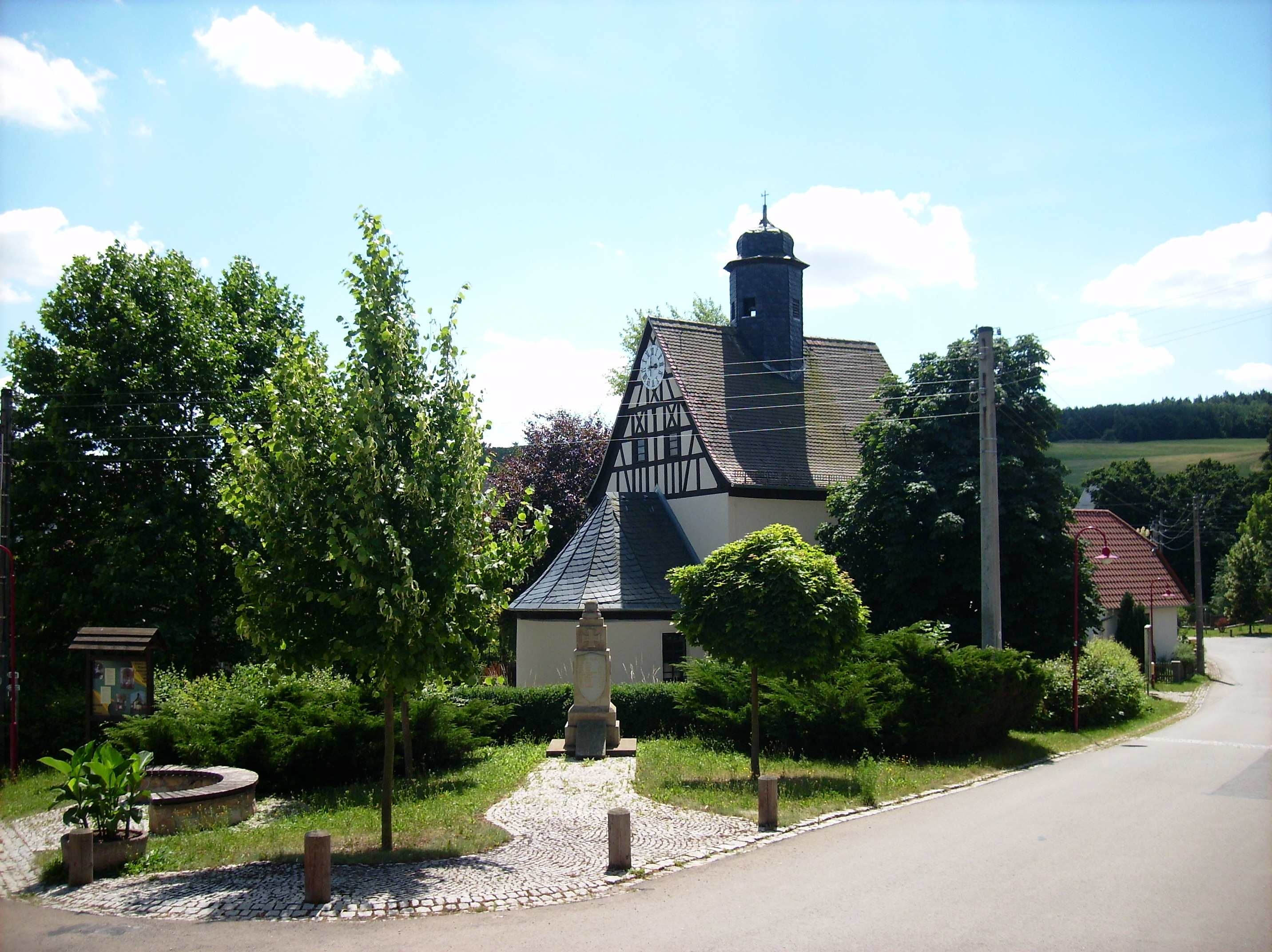
Dorfkirche

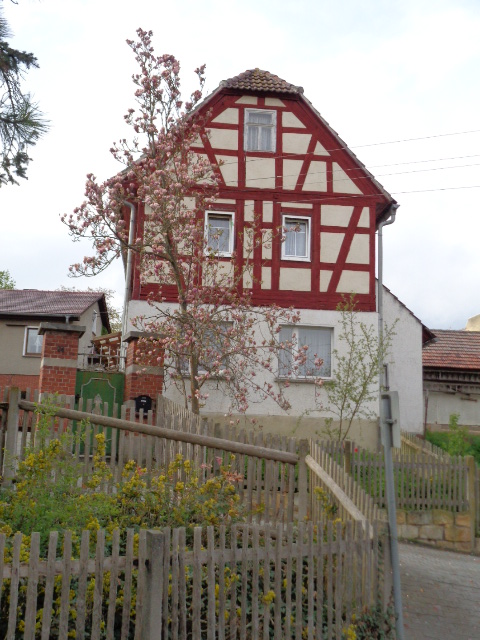
Altes Fachwerkhaus in Gleina b. Gera

Die Kirche zu Gleina wurde wahrscheinlich um 1220 bis 1250 als romanische Kapelle erbaut. Durch die Vergrößerung der Fenster nach der Reformation gewann der Innenraum an Licht. 1785 erbaute dort der Orgelbauer Christian Friedrich Poppe aus Roda eine wertvolle Spätbarockorgel, die ursprünglich aus der Schlosskapelle in Köstritz stammt. 1801 erfolgte der Umbau in die heutige Form und Ausstattung mit Kreuzaltar, Ordnung der Frauenstühle und der Empore. 1932 und 1986 wurde die Kirche durch Malerarbeiten restauriert.
Im kleinen Kirchturm hängt eine Glocke aus dem Jahr 1764, gegossen von Heinrich Friedrich Wärkherr zu Gera, mit der Inschrift der Patronin der Kirche: "Maria Eleonora Emilia, verwittibte Reußin, Gräfin und Herrin von Plauen, geborene Freyin v. Promnitz, und Heinrich VI. jüngerer Reuß Graf und Herr von Plauen. Nach sechs bangen Kriegsjahren lässt uns Gott viel Guts erfahren." Eine zweite, kleinere Glocke aus dem Jahr 1815 ist heute nicht mehr vorhanden.